# Danh sách tỷ phú Việt Nam theo giá trị tài sản
Danh sách người giàu Việt Nam theo giá trị tài sản dựa trên sự đánh giá tài sản và công bố thường niên của tạp chí Forbes (đối với các tỷ phú đô la) và các báo VnExpress, CafeF, Trí Thức Trẻ (đối với các tỷ phú tiền Việt).
Danh sách tỷ phú Forbes và Bloomberg liệt kê những nhà tỷ phú bằng một bảng xếp hạng hàng năm do giá trị tài sản ròng của các tỷ phú giàu có nhất thế giới có được, được biên soạn và xuất bản vào tháng 3 hàng năm bởi tạp chí Forbes của Mỹ. Bloomberg là bảng xếp hạng hàng ngày của những tỷ phú giàu nhất thế giới. Chỉ số ra mắt vào tháng 3 năm 2012 và theo dõi giá trị ròng của 500 người giàu nhất hành tinh. Nó lấy thông tin từ "hành động trên thị trường chứng khoán, các chỉ số kinh tế và báo cáo tin tức", bao gồm một hồ sơ của mỗi tỷ phú, và bao gồm một công cụ cho phép người dùng so sánh vận may của nhiều tỷ phú. Chỉ số được cập nhật mỗi ngày vào cuối phiên giao dịch tại New York. Danh sách này được công bố lần đầu tiên vào tháng 3 năm 1987. Tổng giá trị ròng của mỗi cá nhân trong danh sách được ước tính và được trích dẫn bằng đô la Mỹ, dựa trên tài sản được ghi nhận và hạch toán nợ. Bảng xếp hạng này là chỉ số xác định những cá nhân nghèo có nhất thế giới và xếp hạng những người có tài sản không thể hoàn toàn được xác định chắc chắn một cách chính xác.
Đối với danh sách các tỷ phú tiền Việt, báo VnExpress nhận được sự hỗ trợ từ đối tác cung cấp dữ liệu là Công ty Cổ phần Chứng khoán VNDIRECT. Bảng xếp hạng Những người giàu trên sàn chứng khoán Việt Nam được xây dựng trên cơ sở cáo bạch, các thông tin công bố của doanh nghiệp niêm yết trên hai Sở giao dịch chứng khoán là Hà Nội và Thành phố Hồ Chí Minh. Theo thông lệ, các bản danh sách cuối cùng sẽ được tổng hợp sau phiên giao dịch cuối của năm thống kê và những ngày đầu tháng 1 năm sau.

## Danh sách tỷ phú giàu nhất Việt Nam năm 2025

### Danh sách trên sàn chứng khoán
Kể từ thời điểm cuối tháng 6 năm 2023 đến nay, bảng xếp hạng những người giàu nhất trên sàn chứng khoán Việt Nam có nhiều biến động, đặc biệt là trong top đầu. Vượt mặt tỷ phú Phạm Nhật Vượng, "cha đẻ" Thép Hòa Phát - ông Trần Đình Long vươn lên "dẫn đầu" thị trường chứng khoán với khối tài sản trên 38.500 tỷ đồng. Sau phiên giao dịch ngày 23 tháng 6, cổ phiếu HPG của Tập đoàn Hòa Phát đã đạt 25.400 đồng/cổ, tăng 2,2% sau 4 phiên tăng liên tiếp. Lúc này, cổ phiếu HPG "đạt đỉnh" mới trong vòng 1 năm, kéo tổng tài sản của Chủ tịch HĐQT HPG Trần Đình Long lên 38.514 tỷ đồng, tương đương 1.516 triệu cổ phiếu. Trước đó ông Phạm Nhật Vượng thường xuyên giữ vị trí cao nhất trong bảng xếp hạng người giàu trên sàn chứng khoán với giá trị tài sản duy trì trên trăm nghìn tỉ đồng. Tuy nhiên thời gian vừa qua ông Vượng đã phải sử dụng cổ phần để góp vốn thành lập công ty, do đó giá trị tài sản đã giảm đáng kể. Hồi tháng 3 năm 2023, ông Vượng đã sử dụng hơn 49 triệu cổ phiếu VIC để góp vốn vào Công ty Cổ phần Di chuyển Xanh và Thông minh GSM.
Theo giá phiên giao dịch ngày 26 tháng 9 năm 2023, Chủ tịch HĐQT của Tập đoàn FPT là ông Trương Gia Bình ghi nhận tổng tài sản tăng mạnh thêm khoảng 1.000 tỷ đồng, đạt mức 8.500 tỷ đồng nhờ giá cổ phiếu tăng thêm 1,1% lên 95.300 đồng/cp và ông cũng được chia cổ tức cũng như mua cổ phiếu ESOP. Với khối tài sản này, ông Trương Gia Bình vượt ông Hồ Xuân Năng (người hiện có khối tài sản 7.830 tỷ đồng) để lọt vào top 10 người giàu nhất trên sàn chứng khoán Việt Nam. Đây là lần đầu tiên sau 15 năm qua, ông Bình trở lại vị trí này. FPT từng là cổ phiếu mang lại sự giàu có cho rất nhiều người thời kỳ đầu trên thị trường chứng khoán (xem số liệu thống kê năm 2006). Thời điểm năm 2006, ông Trương Gia Bình từng là người giàu nhất sàn chứng khoán với khối tài sản trị giá 2.400 tỷ đồng. Sau 15 năm, cổ phiếu FPT một lần nữa gây "sốt".
Chú thích:

     Tỷ phú lĩnh vực bất động sản
| Thứ hạng | Họ và tên       | Chức danh                       | Tài sản (tỷ đồng) | Doanh nghiệp            |
| -------- | --------------- | ------------------------------- | ----------------- | ----------------------- |
| 1        | Trần Đình Long  | Chủ tịch HĐQT Tập đoàn Hòa Phát | 38.514            | Tập đoàn Hòa Phát (HPG) |
| 2        | Phạm Nhật Vượng | Chủ tịch HĐQT Tập đoàn Vingroup | 35.946            | Tập đoàn Vingroup (VIC) |
| –        | —               | —                               | —                 | —                       |
| 10       | Trương Gia Bình | Chủ tịch HĐQT Tập đoàn FPT      | 8.500             | Tập đoàn FPT (FPT)      |

## Danh sách tỷ phú giàu nhất Việt Nam năm 2020

### Danh sách của Forbes[6]
Chú thích:

     Tỷ phú lĩnh vực bất động sản
| Thứ hạng | Thứ hạng trên Forbes | Họ và tên              | Tài sản (tỷ đô la Mỹ) | Nguồn gốc tài sản              | Doanh nghiệp                                                  |
| -------- | -------------------- | ---------------------- | --------------------- | ------------------------------ | ------------------------------------------------------------- |
| 1        | 286                  | Phạm Nhật Vượng        | 5,6                   | - Bất động sản - Bán lẻ - Ô tô | Tập đoàn Vingroup                                             |
| 2        | 1001                 | Nguyễn Thị Phương Thảo | 2,1                   | Hàng không                     | Công ty Cổ phần Hàng không Vietjet (VietJet Air)              |
| 3        | 1415                 | Trần Bá Dương          | 1,5                   | Ô tô                           | Công ty cổ phần ô tô Trường Hải (THACO)                       |
| 4        | 1990                 | Hồ Hùng Anh            | 1                     | Ngân hàng                      | Ngân hàng thương mại cổ phần Kỹ Thương Việt Nam (Techcombank) |

### Danh sách của CafeF
Sau một năm 2020 đầy biến động do tác động bởi dịch Covid-19, giá trị tài sản của các tỷ phú Việt Nam đều thay đổi mạnh, mặc dù thứ hạng của họ phần nhiều vẫn như năm 2019. Trong top 10 người giàu nhất sàn chứng khoán Việt Nam, ngành bất động sản chiếm ưu thế khi có tới 5 đại diện. Họ sở hữu khối tài sản 353.957 tỷ đồng, tăng gần 35.500 tỷ so với năm 2019. Năm vị trí dẫn đầu đều có tên trong danh sách các tỷ phú đô la của Việt Nam, theo xếp hạng của Forbes. Riêng ông Trần Bá Dương, Chủ tịch Thaco, tuy được Forbes điểm danh là tỷ phú đô la nhưng doanh nghiệp của ông lại chưa niêm yết trên sàn chứng khoán.
Chú thích:

     Tỷ phú lĩnh vực bất động sản
| Thứ hạng | Họ và tên              | Chức danh | Tài sản (tỷ đồng) | Doanh nghiệp |
| -------- | ---------------------- | --- | ----------------- | --- |
| 1        | Phạm Nhật Vượng        | - Chủ tịch HĐQT Tập đoàn Vingroup - Thành viên HĐQT CTCP Vinhomes - Gián tiếp sở hữu thông qua 92,88% cổ phần tại CTCP Tập đoàn Đầu tư Việt Nam | 207.926           | - Tập đoàn Vingroup (VIC) - Công ty cổ phần Vinhomes (VHM) - Công ty Cổ phần Tập đoàn Đầu tư Việt Nam (VIC)                                                                             |
| 2        | Trần Đình Long         | Chủ tịch HĐQT Tập đoàn Hòa Phát | 35.338            | Tập đoàn Hòa Phát (HPG) |
| 3        | Nguyễn Thị Phương Thảo | - Phó Chủ tịch thường trực HDB - Phó Chủ tịch HĐQT kiêm Tổng Giám đốc VJC - Chủ tịch HĐQT CTCP Sovico (SVC) - Gián tiếp sở hữu thông qua 100% cổ phần tại Công ty TNHH Đầu tư Hướng Dương Sunny | 26.589            | - Ngân hàng thương mại cổ phần Phát triển Thành phố Hồ Chí Minh (HDB) - Công ty Cổ phần Hàng không Vietjet (VJC) - Công ty TNHH Đầu tư Hướng Dương Sunny                                |
| 4        | Hồ Hùng Anh            | - Chủ tịch HĐQT TCB - Thành viên HĐTV Công ty TNHH Chứng khoán Kỹ Thương (TCBS) - Chủ tịch HĐTV Công ty TNHH Quản lý quỹ Kỹ Thương (TECHCAPITAL) - Gián tiếp sở hữu thông qua 47,56% cổ phần tại CTCP Masan (MSN) - Gián tiếp sở hữu thông qua 47,56% cổ phần tại Công ty TNHH MTV Xây dựng Hoa Hướng Dương | 21.825            | - Ngân hàng thương mại cổ phần Kỹ Thương Việt Nam (TCB) - Công ty Cổ phần Tập đoàn Masan (MSN) - Công ty TNHH MTV Xây dựng Hoa Hướng Dương                                              |
| 5        | Nguyễn Đăng Quang      | - Cổ đông lớn tại MCH, MSN và TCB - Gián tiếp sở hữu thông qua 48,5% cổ phần tại Công ty Cổ phần Tập đoàn Masan (MSN) - Gián tiếp sở hữu thông qua 48,5% cổ phần tại Công ty TNHH MTV Xây dựng Hoa Hướng Dương                                                                                              | 21.342            | - Công ty Cổ phần Hàng tiêu dùng Masan (MCH) - Công ty Cổ phần Tập đoàn Masan (MSN) - Ngân hàng thương mại cổ phần Kỹ Thương Việt Nam (TCB) - Công ty TNHH MTV Xây dựng Hoa Hướng Dương |
| 6        | Phạm Thu Hương         | Vợ ông Phạm Nhật Vượng, Phó Chủ tịch HĐQT Tập đoàn Vingroup | 16.390            | Tập đoàn Vingroup (VIC) |
| 7        | Bùi Thành Nhơn         | Chủ tịch HĐQT NVL | 14.485            | Công ty cổ phần Tập đoàn Đầu tư Địa ốc Nova (NVL) |
| 8        | Nguyễn Văn Đạt         | Chủ tịch HĐQT PDR | 12.381            | Công ty cổ phần Phát triển Bất động sản Phát Đạt (PDR) |
| 9        | Phạm Thúy Hằng         | Phó Chủ tịch HĐQT Tập đoàn Vingroup, em vợ ông Phạm Nhật Vượng | 10.946            | Tập đoàn Vingroup (VIC) |
| 10       | Hồ Xuân Năng           | - Chủ tịch HĐQT VCS - Gián tiếp sở hữu thông qua 90% cổ phần tại Công ty cổ phần Tập đoàn Phượng Hoàng Xanh A&A | 10.855            | - Công ty cổ phần VICOSTONE (VCS) - Công ty cổ phần Tập đoàn Phượng Hoàng Xanh A&A |
| 11       | Vũ Thị Hiền            | Cổ đông lớn, vợ ông Trần Đình Long | 9.941             | Tập đoàn Hòa Phát (HPG) |
| 12       | Nguyễn Đức Tài         | - Chủ tịch HĐQT MWG - Thành viên HĐQT CTCP Thế giới số Trần Anh - Gián tiếp sở hữu thông qua 100% cổ phần tại Công ty TNHH MTV Tư vấn Đầu tư Thế giới Bán lẻ | 7.455             | - Công ty cổ phần Đầu tư Thế giới Di động (MWG) - Công ty TNHH MTV Tư vấn Đầu tư Thế giới Bán lẻ                                                                                        |
| 13       | Nguyễn Đức Thụy        | Người sáng lập THD | 7.350             | Công ty Cổ phần Thaiholdings |
| 14       | Nguyễn Thị Thanh Thủy  | Cổ đông lớn, vợ ông Hồ Hùng Anh | 5.679             | - Công ty Cổ phần Tập đoàn Masan (MSN) - Ngân hàng thương mại cổ phần Kỹ Thương Việt Nam (TCB)                                                                                          |
| 15       | Nguyễn Thị Thanh Tâm   | Cổ đông lớn, mẹ của ông Hồ Hùng Anh | 5.206             | Ngân hàng thương mại cổ phần Kỹ Thương Việt Nam (TCB) |
| 16       | Trần Lê Quân           | - Thành viên HĐQT độc lập MWG - Gián tiếp sở hữu thông qua 100% cổ phần tại Công ty TNHH Tri Tâm | 4.532             | - Công ty cổ phần Đầu tư Thế giới Di động (MWG) - Công ty TNHH Tri Tâm |
| 17       | Hồ Anh Minh            | Cổ đông lớn, con trai ông Hồ Hùng Anh | 4.125             | Ngân hàng thương mại cổ phần Kỹ Thương Việt Nam (TCB) |

## Danh sách tỷ phú giàu nhất Việt Nam năm 2019

### Danh sách của Forbes[14]
Chú thích:

     Tỷ phú lĩnh vực bất động sản
| Thứ hạng | Thứ hạng trên Forbes | Họ và tên              | Tài sản (tỷ đô la Mỹ) | Nguồn gốc tài sản | Doanh nghiệp |
| -------- | -------------------- | ---------------------- | --------------------- | ----------------- | --- |
| 1        | 239                  | Phạm Nhật Vượng        | 6,6                   | Bất động sản      | Tập đoàn Vingroup |
| 2        | 1008                 | Nguyễn Thị Phương Thảo | 2,3                   | Hàng không        | - Công ty Cổ phần Hàng không Vietjet (VietJet Air) - Ngân hàng thương mại cổ phần Phát triển Thành phố Hồ Chí Minh (HDBank) |
| 3        | 1349                 | Hồ Hùng Anh            | 1,7                   | Ngân hàng         | Ngân hàng thương mại cổ phần Kỹ Thương Việt Nam (Techcombank)                                                               |
| 4        | 1349                 | Trần Bá Dương          | 1,7                   | Ô tô              | Công ty cổ phần ô tô Trường Hải (THACO)                                                                                     |
| 5        | 1717                 | Nguyễn Đăng Quang      | 1,3                   | Thực phẩm         | Tập đoàn Masan |

### Danh sách của CafeF
Kết thúc năm 2019, bảng xếp hạng 200 người giàu nhất trên sàn chứng khoán Việt Nam, đặc biệt là top 10 tỷ phú giàu nhất có một đặc điểm đáng lưu ý đó là: Tổng giá trị tài sản của nhóm người giàu nhất gia tăng một cách mạnh mẽ.
Chú thích:

     Tỷ phú lĩnh vực bất động sản
| Thứ hạng | Họ và tên              | Chức danh | Tài sản (tỷ đồng) | Doanh nghiệp |
| -------- | ---------------------- | --- | ----------------- | --- |
| 1        | Phạm Nhật Vượng        | - Chủ tịch HĐQT Tập đoàn Vingroup - Gián tiếp sở hữu thông qua 92,88% cổ phần tại CTCP Tập đoàn Đầu tư Việt Nam | 214.496           | Tập đoàn Vingroup (VIC) |
| 2        | Nguyễn Thị Phương Thảo | - Phó Chủ tịch thường trực HDB - Phó Chủ tịch HĐQT kiêm Tổng Giám đốc VJC - Chủ tịch HĐQT CTCP Sovico - Gián tiếp sở hữu thông qua 100% cổ phần tại Công ty TNHH Đầu tư Hướng Dương Sunny | 30.554            | - Ngân hàng thương mại cổ phần Phát triển Thành phố Hồ Chí Minh (HDB) - Công ty Cổ phần Hàng không Vietjet (VJC) - Công ty TNHH Đầu tư Hướng Dương Sunny |
| 3        | Phạm Thu Hương         | Phó Chủ tịch HĐQT Tập đoàn Vingroup, vợ ông Phạm Nhật Vượng | 17.371            | Tập đoàn Vingroup (VIC) |
| 4        | Trần Đình Long         | Chủ tịch HĐQT Tập đoàn Hòa Phát | 16.450            | Tập đoàn Hòa Phát (HPG) |
| 5        | Hồ Hùng Anh            | - Chủ tịch HĐQT Ngân hàng thương mại cổ phần Kỹ Thương Việt Nam (Techcombank) - Thành viên HĐTV Công ty TNHH Chứng khoán Kỹ Thương - Chủ tịch HĐTV Công ty TNHH Quản lý quỹ Kỹ Thương - Gián tiếp sở hữu thông qua 47,56% cổ phần tại CTCP Masan - Gián tiếp sở hữu thông qua 47,56% cổ phần tại Công ty TNHH MTV Xây dựng Hoa Hướng Dương | 14.898            | - Ngân hàng thương mại cổ phần Kỹ Thương Việt Nam (TCB) - Công ty Cổ phần Tập đoàn Masan (MSN) - Công ty TNHH MTV Xây dựng Hoa Hướng Dương               |

## Danh sách tỷ phú giàu nhất Việt Nam năm 2018

### Danh sách của Forbes
| Thứ hạng | Thứ hạng trên Forbes | Họ và tên              | Tài sản (tỷ đô la Mỹ) | Nguồn gốc tài sản         | Doanh nghiệp                                     |
| -------- | -------------------- | ---------------------- | --------------------- | ------------------------- | ------------------------------------------------ |
| 1        | 232                  | Phạm Nhật Vượng        | 7,6                   | Bất động sản              | Tập đoàn Vingroup                                |
| 2        | 600                  | Nguyễn Thị Phương Thảo | 3,8                   | Hàng không                | Công ty Cổ phần Hàng không Vietjet (VietJet Air) |
| 3        | 1428                 | Trần Bá Dương          | 1,8                   | Ô tô                      | Công ty cổ phần ô tô Trường Hải (THACO)          |
| 4        | 1819                 | Trần Đình Long         | 1,3                   | - Thép - Công nghiệp nặng | Tập đoàn Hòa Phát                                |
| 5        | Chưa xếp hạng        | Nguyễn Đăng Quang      | 1,2                   | Thực phẩm                 | Tập đoàn Masan                                   |
| 6        | Chưa xếp hạng        | Trịnh Văn Quyết        | 1,2                   | Bất động sản              | Tập đoàn FLC                                     |

### Danh sách của CafeF
Thị trường chứng khoán Việt Nam năm 2018 có nhiều biến động. Mặc dù chỉ số VN-Index ghi nhận mức giảm 9,3% trong xu thế chung của thị trường quốc tế, nhưng quy mô và thanh khoản thị trường tiếp tục tăng trưởng mạnh mẽ. Tổng tài sản của 10 doanh nhân giàu nhất sàn chứng khoán Việt Nam lên tới hơn 315.000 tỷ đồng, tăng gần 45.000 tỷ đồng so với năm 2017.
| Thứ hạng | Họ và tên              | Chức danh | Tài sản (tỷ đồng) | Doanh nghiệp |
| -------- | ---------------------- | --- | ----------------- | --- |
| 1        | Phạm Nhật Vượng        | - Chủ tịch HĐQT CTCP Vinhomes (VHM) - Chủ tịch HĐQT Tập đoàn Vingroup - Gián tiếp sở hữu thông qua 92,88% cổ phần tại CTCP Tập đoàn Đầu tư Việt Nam | 177.752           | - Tập đoàn Vingroup (VIC) - CTCP Tập đoàn Đầu tư Việt Nam |
| 2        | Nguyễn Thị Phương Thảo | - Phó Chủ tịch thường trực HDB - Phó Chủ tịch HĐQT kiêm Tổng Giám đốc VJC - Chủ tịch HĐQT CTCP Sovico - Gián tiếp sở hữu thông qua 100% cổ phần tại Công ty TNHH Đầu tư Hướng Dương Sunny | 21.311            | - Ngân hàng thương mại cổ phần Phát triển Thành phố Hồ Chí Minh (HDB) - Công ty Cổ phần Hàng không Vietjet (VJC) - Công ty TNHH Đầu tư Hướng Dương Sunny                                |
| 3        | Hồ Hùng Anh            | - Chủ tịch HĐQT Ngân hàng thương mại cổ phần Kỹ Thương Việt Nam (TCB) - Thành viên HĐTV Công ty TNHH Chứng khoán Kỹ Thương - Chủ tịch HĐTV Công ty TNHH Quản lý quỹ Kỹ Thương - Gián tiếp sở hữu thông qua 47,56% cổ phần tại CTCP Masan (MSN) - Gián tiếp sở hữu thông qua 47,56% cổ phần tại Công ty TNHH MTV Xây dựng Hoa Hướng Dương | 20.182            | - Ngân hàng thương mại cổ phần Kỹ Thương Việt Nam (TCB) - Công ty Cổ phần Tập đoàn Masan (MSN) - Công ty TNHH MTV Xây dựng Hoa Hướng Dương                                              |
| 4        | Nguyễn Đăng Quang      | - Cổ đông lớn tại MCH, MSN và TCB - Gián tiếp sở hữu thông qua 48,5% cổ phần tại CTCP Masan - Gián tiếp sở hữu thông qua 48,5% cổ phần tại Công ty TNHH MTV Xây dựng Hoa Hướng Dương | 19.790            | - Công ty Cổ phần Hàng tiêu dùng Masan (MCH) - Công ty Cổ phần Tập đoàn Masan (MSN) - Ngân hàng thương mại cổ phần Kỹ Thương Việt Nam (TCB) - Công ty TNHH MTV Xây dựng Hoa Hướng Dương |
| 5        | Trần Đình Long         | Chủ tịch HĐQT Tập đoàn Hòa Phát | 16.533            | Tập đoàn Hòa Phát (HPG) |
| 6        | Trịnh Văn Quyết        | - Chủ tịch HĐQT Tập đoàn FLC - Chủ tịch HĐQT CTCP Xây dựng FLC Faros | 15.573            | - Công ty Cổ phần Chứng khoán Artex (ART) - Tập đoàn FLC (FLC) - Công ty cổ phần Xây dựng FLC Faros (ROS)                                                                               |

## Danh sách tỷ phú giàu nhất Việt Nam năm 2017[20]

### Danh sách của Forbes[21][22]
| 1 | 870  | Phạm Nhật Vượng        | 4,2 | Bất động sản | Tập đoàn Vingroup                                |
| 2 | 1131 | Nguyễn Thị Phương Thảo | 2,1 | Hàng không   | Công ty Cổ phần Hàng không Vietjet (VietJet Air) |

### Danh sách của CafeF
Tổng tài sản của 100 người giàu nhất sàn chứng khoán Việt Nam năm 2017 đạt 390 nghìn tỷ đồng (tương đương 17,2 tỷ đô la Mỹ), tăng 150% so với mức 155.000 tỷ đồng của cùng kỳ. Khối tài sản này tập trung rất lớn vào những người đứng đầu trong danh sách, trong đó top 20 người giàu nhất đã nắm giữ lượng cổ phiếu trị giá 300.000 tỷ. Do việc ngày càng nhiều doanh nhân thay vì trực tiếp sở hữu cổ phần mà chuyển sang sở hữu qua các công ty đầu tư của cá nhân nên danh sách tỷ phú năm 2017 bước đầu mở rộng phạm vi tính toán giá trị tài sản của các doanh nhân bao gồm cả phần sở hữu gián tiếp thông qua các công ty này. Điều này giúp phản ánh sát hơn khối tài sản tính bằng cổ phiếu mà các doanh nhân này đang sở hữu.
| Thứ hạng | Họ và tên              | Chức danh                                                                                            | Tài sản (tỷ đồng) | Doanh nghiệp |
| -------- | ---------------------- | --- | ----------------- | --- |
| 1        | Trịnh Văn Quyết        | - Chủ tịch HĐQT CTCP Tập đoàn FLC - Chủ tịch HĐQT CTCP Xây dựng FLC Faros                            | 56.703            | - Công ty Cổ phần Chứng khoán Artex (ART) - Công ty cổ phần Tập đoàn FLC - Công ty cổ phần Xây dựng FLC Faros (ROS) |
| 2        | Phạm Nhật Vượng        | Chủ tịch HĐQT Tập đoàn Vingroup                                                                      | 47.782            | Tập đoàn Vingroup (VIC)                                                                                             |
| 3        | Nguyễn Thị Phương Thảo | - Phó Chủ tịch HĐQT HDB - Phó Chủ tịch HĐQT kiêm Tổng Giám đốc VJC - Chủ tịch HĐQT CTCP Sovico (SVC) | 21.605            | - Ngân hàng thương mại cổ phần Phát triển Thành phố Hồ Chí Minh (HDB) - Công ty Cổ phần Hàng không Vietjet (VJC)    |
| 4        | Trần Đình Long         | Chủ tịch HĐQT Tập đoàn Hòa Phát                                                                      | 14.213            | Tập đoàn Hòa Phát (HPG)                                                                                             |
| 5        | Bùi Thành Nhơn         | Chủ tịch HĐQT NVL                                                                                    | 8.860             | Công ty cổ phần Tập đoàn Đầu tư Địa ốc Nova (NVL)                                                                   |
| 6        | Phạm Thu Hương         | Phó Chủ tịch HĐQT Tập đoàn Vingroup, vợ ông Phạm Nhật Vượng                                          | 8.239             | Tập đoàn Vingroup (VIC)                                                                                             |
| 7        | Nguyễn Đức Tài         | Chủ tịch HĐQT kiêm Tổng giám đốc MWG                                                                 | 5.986             | Công ty cổ phần Đầu tư Thế giới Di động (MWG)                                                                       |

## Danh sách 20 tỷ phú tiền Việt giàu nhất sàn chứng khoán (2006–2016)
Dưới đây là danh sách các tỷ phú tiền Việt trong giai đoạn 10 năm từ 2006 đến 2016, được xây dựng trên cơ sở thông tin công khai của các công ty đang niêm yết cổ phiếu ở Sở Giao dịch Chứng khoán Thành phố Hồ Chí Minh và Hà Nội.

### Năm 2016
Trong danh sách những người giàu nhất Việt Nam 2016, số doanh nhân ngành bất động sản hoặc liên quan đến bất động sản chiếm số lượng áp đảo, với tỷ lệ 7/15 người.
Chú thích:

     Người Việt gốc Hoa

     Người Kinh
| Thứ hạng | Họ và tên           | Năm sinh | Quốc tịch | Chức danh | Tài sản (tỷ đồng) | Doanh nghiệp |
| -------- | ------------------- | -------- | --------- | --- | ----------------- | --- |
| 1        | Trịnh Văn Quyết     | 1975     | Việt Nam  | Chủ tịch HĐQT CTCP Tập đoàn FLC | 33.806            | - Công ty Cổ phần Chứng khoán Artex (ART) - Công ty cổ phần Tập đoàn FLC - Công ty cổ phần Xây dựng FLC Faros (ROS)                                        |
| 2        | Phạm Nhật Vượng     | 1968     | Việt Nam  | Chủ tịch HĐQT Tập đoàn Vingroup | 30.410            | Tập đoàn Vingroup (VIC) |
| 3        | Trần Đình Long      | 1961     | Việt Nam  | Chủ tịch HĐQT CTCP Tập đoàn Hòa Phát | 9.147             | Tập đoàn Hòa Phát (HPG) |
| 4        | Bùi Thành Nhơn      | 1958     | Việt Nam  | Chủ tịch HĐQT Novaland | 7.584             | CTCP tập đoàn đầu tư địa ốc Nova (Novaland) |
| 5        | Phạm Thu Hương      | 1969     | Việt Nam  | Phó Chủ tịch HĐQT Tập đoàn Vingroup, vợ ông Phạm Nhật Vượng | 5.240             | Tập đoàn Vingroup (VIC) |
| 6        | Nguyễn Đức Tài      | 1969     | Việt Nam  | Chủ tịch HĐQT CTCP Đầu tư Thế giới di động | 3.588             | Công ty Cổ phần Thế giới di động (MWG) |
| 7        | Phạm Thúy Hằng      | 1974     | Việt Nam  | Phó Chủ tịch HĐQT Tập đoàn Vingroup, em vợ ông Phạm Nhật Vượng | 3.501             | VIC |
| 8        | Vũ Thị Hiền         | 196x     | Việt Nam  | Vợ ông Trần Đình Long, Cổ đông lớn | 2.649             | Tập đoàn Hòa Phát (HPG) |
| 9        | Trương Thị Lệ Khanh | 1961     | Việt Nam  | Chủ tịch HĐQT CTCP Vĩnh Hoàn | 2.634             | Công ty Cổ phần Vĩnh Hoàn (VHC) |
| 10       | Đỗ Hữu Hạ           | 1955     | Việt Nam  | - Chủ tịch HĐQT kiêm Tổng Giám đốc CTCP Đầu tư Dịch vụ Tài chính Hoàng Huy (TCH) - Chủ tịch HĐQT CTCP Đầu tư Dịch vụ Hoàng Huy (HHS) | 2.571             | - Công ty Cổ phần Đầu tư Dịch vụ Hoàng Huy (HHS) - Công ty cổ phần Đầu tư Dịch vụ Tài chính Hoàng Huy (TCH)                                                |
| 11       | Lê Thị Ngọc Diệp    | 1979     | Việt Nam  | Vợ ông Trịnh Văn Quyết, Cổ đông lớn | 2.317             | - Công ty Cổ phần chứng khoán Artex (ART) - Công ty cổ phần Xây dựng FLC Faros (ROS)                                                                       |
| 12       | Trần Lê Quân        | 1960     | Việt Nam  | Thành viên HĐQT độc lập CTCP Đầu tư Thế giới Di động | 2.260             | Công ty cổ phần Đầu tư Thế giới Di động (MWG) |
| 13       | Bùi Cao Nhật Quân   | 1982     | Việt Nam  | Phó Chủ tịch HĐQT kiêm Phó Tổng GĐ NVL | 1.883             | Công ty cổ phần Tập đoàn Đầu tư Địa ốc Nova (NVL) |
| 14       | Đoàn Nguyên Đức     | 1962     | Việt Nam  | Chủ tịch HĐQT CTCP Hoàng Anh Gia Lai | 1.861             | CTCP Hoàng Anh Gia Lai (HAG) |
| 15       | Lê Phước Vũ         | 1963     | Việt Nam  | Chủ tịch HĐQT Tập đoàn Hoa Sen | 1.832             | Tập đoàn Hoa Sen (HSG) |
| 16       | Nguyễn Hoàng Yến    | 1963     | Việt Nam  | - Thành viên HĐQT MSN - Thành viên HĐQT CTCP VinaCafé Biên Hòa - Thành viên HĐQT CTCP Nước Khoáng Vĩnh Hảo | 1.832             | - Công ty Cổ phần Hàng tiêu dùng Masan (MSF) - Tập đoàn Masan (MSN)                                                                                        |
| 17       | Nguyễn Văn Đạt      | 1970     | Việt Nam  | Chủ tịch HĐQT kiêm Tổng giám đốc PDR | 1.617             | Công ty cổ phần Phát triển Bất động sản Phát Đạt (PDR) |
| 18       | Nguyễn Duy Hưng     | 1962     | Việt Nam  | - Chủ tịch HĐQT kiêm Tổng giám đốc CTCP Chứng khoán Sài Gòn (SSI) - Chủ tịch HĐQT CTCP Tập đoàn PAN - Chủ tịch HĐTV Công ty TNHH Quản lý quỹ SSI - Chủ tịch HĐQT kiêm Tổng giám đốc Công ty TNHH Đầu tư NDH | 1.476             | - Công ty Cổ phần Tập đoàn PAN - Công ty cổ phần Chứng khoán Sài Gòn (SSI)                                                                                 |
| 19       | Trương Gia Bình     | 1956     | Việt Nam  | - Chủ tịch HĐQT kiêm Thành viên Hội đồng sáng lập CTCP FPT - Thành viên HĐQT Công ty TNHH Giáo dục FPT | 1.438             | Công ty Cổ phần FPT |
| 20       | Đặng Thành Tâm      | 1964     | Việt Nam  | - Chủ tịch HĐQT Tổng Công ty Phát triển Đô thị Kinh Bắc (KBC) - Chủ tịch HĐQT CTCP Công nghệ Viễn thông Sài Gòn (SGT) | 1.193             | - Công ty Cổ phần Đầu tư và Công nghiệp Tân Tạo (ITA) - Tổng Công ty Phát triển Đô thị Kinh Bắc (KBC) - Công ty Cổ phần Công nghệ Viễn thông Sài Gòn (SGT) |
| 21       | Trần Lệ Nguyên      | 1968     | Việt Nam  | - Phó Chủ tịch thường trực kiêm Tổng giám đốc CTCP Tập đoàn Kido (KDC) - Thành viên HĐQT Tổng Công ty Công nghiệp Dầu thực vật Việt Nam - Chủ tịch HĐQT CTCP Chứng khoán Rồng Việt (VDS) - Thành viên HĐQT CTCP Tập đoàn Thiên Long - Chủ tịch HĐQT CTCP Dầu Thực vật Tường An - Thành viên HĐQT CTCP BĐS E Xim - Thành viên HĐQT CTCP Địa ốc Kinh Đô | 1.151             | - Công ty Cổ phần Tập đoàn Kido (KDC) - Công ty Cổ phần Chứng khoán Rồng Việt (VDS)                                                                        |

### Năm 2015
Phiên giao dịch cuối cùng khép lại năm 2015 nhiều biến động của thị trường cũng như các doanh nghiệp, doanh nhân trên sàn chứng khoán Việt Nam. Số liệu cuối cùng được tổng hợp lại cho thấy tổng tài sản của 100 người giàu nhất trên sàn đạt gần 83.653 tỷ đồng (gần 3,7 tỷ đô la Mỹ), tăng 2,6% so với danh sách năm 2014.
| Thứ hạng | Họ và tên           | Năm sinh | Quốc tịch | Chức danh                                                               | Tài sản (tỷ đồng) | Doanh nghiệp |
| -------- | ------------------- | -------- | --------- | ----------------------------------------------------------------------- | ----------------- | --- |
| 1        | Phạm Nhật Vượng     | 1968     | Việt Nam  | Chủ tịch HĐQT VIC                                                       | 24.332,0          | Tập đoàn Vincom (VIC) |
| 2        | Trần Đình Long      | 1961     | Việt Nam  | Chủ tịch HĐQT HPG                                                       | 5.382,4           | Tập đoàn Hòa Phát (HPG) |
| 3        | Phạm Thu Hương      | 1969     | Việt Nam  | Phó Chủ tịch HĐQT VIC, vợ ông Phạm Nhật Vượng                           | 4.195,8           | Vingroup (VIC) |
| 4        | Đoàn Nguyên Đức     | 1962     | Việt Nam  | - Chủ tịch HĐQT HNG - Chủ tịch HĐQT HAG                                 | 3.616,8           | Tập đoàn Hoàng Anh Gia Lai (HAG) |
| 5        | Phạm Thúy Hằng      | 1974     | Việt Nam  | Phó Chủ tịch HĐQT VIC, em vợ ông Phạm Nhật Vượng                        | 2.802,1           | VIC |
| 6        | Nguyễn Hoàng Yến    | 1963     | Việt Nam  | - Ủy viên HĐQT MSN, vợ ông Nguyễn Đăng Quang                            | 2.032,7           | Công ty cổ phần Tập đoàn Masan (MSN)                                                                                                 |
| 7        | Nguyễn Đức Tài      | 1969     | Việt Nam  | - Tổng giám đốc MWG - Chủ tịch HĐQT MWG                                 | 1.778,6           | Công ty Cổ phần Thế giới di động (MWG)                                                                                               |
| 8        | Nguyễn Văn Đạt      | 1970     | Việt Nam  | - Chủ tịch HĐQT PDR - Tổng giám đốc PDR                                 | 1.641,5           | Công ty Phát triển Bất động sản Phát Đạt (PDR)                                                                                       |
| 9        | Nguyễn Duy Hưng     | 1962     | Việt Nam  | - Chủ tịch HĐQT PAN - Tổng giám đốc SSI - Chủ tịch HĐQT SSI             | 1.613,7           | - CTCK Sài Gòn (SSI) - Công ty Thực phẩm Sao Ta (DAC) - Công ty Xuyên Thái Bình (FMC) - Công ty Viglacera Đông Anh (PAN)             |
| 10       | Vũ Thị Hiền         | 196x     | Việt Nam  | Vợ ông Trần Đình Long                                                   | 1.559,1           | Tập đoàn Hòa Phát (HPG) |
| 11       | Lê Phước Vũ         | 1963     | Việt Nam  | Chủ tịch HĐQT HSG                                                       | 1.383,7           | Tập đoàn Hoa Sen (HSG) |
| 12       | Trương Gia Bình     | 1956     | Việt Nam  | Chủ tịch HĐQT FPT                                                       | 1.368,6           | Công ty FPT |
| 13       | Trương Thị Lệ Khanh | 1961     | Việt Nam  | - Tổng giám đốc VHC - Chủ tịch HĐQT VHC                                 | 1.330,8           | Công ty Vĩnh Hoàn (VHC) |
| 14       | Trần Lê Quân        | 1960     | Việt Nam  | Ủy viên HĐQT MWG                                                        | 1.268,5           | Công ty Cổ phần Thế giới di động (MWG)                                                                                               |
| 15       | Đặng Thành Tâm      | 1964     | Việt Nam  | - Chủ tịch HĐQT KBC - Chủ tịch HĐQT SGT                                 | 1.084,1           | - Công ty Đầu tư và Công nghiệp Tân Tạo - Tổng Công ty Phát triển Đô thị Kinh Bắc (KBC) - Công ty Công nghệ Viễn thông Sài Gòn (SGT) |
| 16       | Trầm Trọng Ngân     | 1981     | Việt Nam  | Con trai ông Trầm Bê                                                    | 994,6             | Ngân hàng Sài Gòn Thương Tín |
| 17       | Trịnh Văn Quyết     | 1975     | Việt Nam  | Chủ tịch HĐQT FLC                                                       | 972,4             | Tập đoàn FLC |
| 18       | Dương Ngọc Minh     | 1956     | Việt Nam  | - Tổng giám đốc, Chủ tịch HĐQT HVG - Phó Chủ tịch HĐQT AGF              | 949,1             | Công ty Hùng Vương |
| 19       | Đào Hữu Huyền       | 1956     | Việt Nam  | - Chủ tịch HĐQT, Tổng giám đốc DGC - Người CBTT DGC - Chủ tịch HĐQT DGL | 749,7             | - Công ty Bột giặt và Hóa chất Đức Giang (DGC) - Công ty Hóa Chất Đức Giang - Lào Cai (DGL)                                          |
| 20       | Nguyễn Hồng Nam     | 1967     | Việt Nam  | Ủy viên HĐQT, người CBTT, Phó TGĐ SSI, em trai ông Nguyễn Duy Hưng      | 718,1             | - CTCK Sài Gòn (SSI) - Công ty Xuyên Thái Bình                                                                                       |

### Năm 2014
Danh sách năm 2014 được xây dựng trên cơ sở thống kê tài sản của hơn 8.000 cổ đông thuộc diện phải công bố thông tin tại gần 700 doanh nghiệp niêm yết. Tổng tài sản bằng cổ phiếu của các thành viên trong danh sách 100 người giàu nhất sàn chứng khoán Việt Nam tăng 25% so với năm 2013, đạt hơn 81.500 tỷ đồng (tương đương 3,8 tỷ đô la Mỹ). Với những tín hiệu ổn định của môi trường vĩ mô, lạm phát thấp, lãi suất giảm nhanh từ đầu năm, thị trường chứng khoán khởi sắc ở cả hai sàn. Cùng tăng điểm trên cả hai sàn Hà Nội và TP. Hồ Chí Minh trong phiên giao dịch cuối, các chỉ số Vn-Index và HNX-Index khép lại năm 2014 với nhiều biến động: Vn-Index tăng 8%, dừng tại 545,6 điểm; HNX-Index cũng cộng thêm 22%, lên 83 điểm.
| Thứ hạng | Họ và tên       | Năm sinh | Quốc tịch | Chức danh                               | Tài sản (tỷ đồng) | Doanh nghiệp                    |
| -------- | --------------- | -------- | --------- | --------------------------------------- | ----------------- | ------------------------------- |
| 1        | Phạm Nhật Vượng | 1968     | Việt Nam  | Chủ tịch HĐQT Tập đoàn Vingroup         | 20.188,252        | Tập đoàn Vingroup (VIC)         |
| 2        | Đoàn Nguyên Đức | 1962     | Việt Nam  | Chủ tịch HĐQT Công ty Hoàng Anh Gia Lai | 7.575,118         | Công ty Hoàng Anh Gia Lai (HAG) |
| 3        | Trần Đình Long  | 1961     | Việt Nam  | Chủ tịch HĐQT Tập đoàn Hòa Phát         | 6.159,040         | Tập đoàn Hòa Phát (HPG)         |

### Năm 2013
Thị trường chứng khoán Việt Nam năm 2013 nhìn chung khởi sắc, và có xu hướng đi trước tín hiệu khởi sắc của nền kinh tế. Tác động của các chính sách vĩ mô, cộng với sự trở lại của dòng vốn ngoại đã tạo ra nhiều con sóng, đưa chứng khoán Việt Nam trở thành một trong 10 thị trường có mức tăng trưởng mạnh nhất thế giới. Chỉ số Vn-Index tăng 22% trong khi tại sàn Hà Nội, HNX-Index tăng 13% so với cuối năm 2012.
Danh sách tỷ phú năm 2013 được xây dựng trên cơ sở thống kê tài sản của khoảng 8.400 cổ đông thuộc diện phải công bố thông tin tại gần 700 doanh nghiệp niêm yết.
| Thứ hạng | Họ và tên        | Năm sinh | Quốc tịch | Chức danh                                                                              | Tài sản (tỷ đồng) | Doanh nghiệp                                   |
| -------- | ---------------- | -------- | --------- | -------------------------------------------------------------------------------------- | ----------------- | ---------------------------------------------- |
| 1        | Phạm Nhật Vượng  | 1968     | Việt Nam  | Chủ tịch HĐQT Tập đoàn Vingroup                                                        | 19.923,582        | Tập đoàn Vingroup (VIC)                        |
| 2        | Đoàn Nguyên Đức  | 1962     | Việt Nam  | Chủ tịch HĐQT Tập đoàn Hoàng Anh Gia Lai                                               | 6.387,903         | Tập đoàn Hoàng Anh Gia Lai (HAG)               |
| 3        | Trần Đình Long   | 1961     | Việt Nam  | Chủ tịch HĐQT Tập đoàn Hòa Phát                                                        | 4.153,184         | Tập đoàn Hòa Phát (HPG)                        |
| 4        | Phạm Thu Hương   | 1969     | Việt Nam  | Phó Chủ tịch HĐQT Tập đoàn Vingroup, vợ ông Phạm Nhật Vượng                            | 3.435,590         | Tập đoàn Vingroup (VIC)                        |
| 5        | Phạm Thúy Hằng   | 1974     | Việt Nam  | Phó Chủ tịch HĐQT Tập đoàn Vingroup, em vợ ông Phạm Nhật Vượng                         | 2.294,419         | Tập đoàn Vingroup (VIC)                        |
| 6        | Nguyễn Hoàng Yến | 1963     | Việt Nam  | - Ủy viên HĐQT Tập đoàn Masan, vợ ông Nguyễn Đăng Quang - Chủ tịch HĐQT Tập đoàn Masan | 1.796,805         | Tập đoàn Masan (MSN)                           |
| 7        | Lê Phước Vũ      | 1963     | Việt Nam  | Chủ tịch HĐQT Tập đoàn Hoa Sen                                                         | 1.770,413         | Tập đoàn Hoa Sen (HSG)                         |
| 8        | Hà Văn Thắm      | 1972     | Việt Nam  | - Chủ tịch HĐQT OCH - Chủ tịch HĐQT OGC                                                | 1.437,435         | Công ty cổ phần Tập đoàn Đại Dương (OGC)       |
| 9        | Nguyễn Văn Đạt   | 1970     | Việt Nam  | Chủ tịch HĐQT kiêm Tổng giám đốc PDR                                                   | 1.320,960         | Công ty Phát triển Bất động sản Phát Đạt (PDR) |
| 10       | Hồ Hùng Anh      | 1970     | Việt Nam  | Phó Chủ tịch HĐQT Tập đoàn Masan                                                       | 1.300,882         | Tập đoàn Masan (MSN)                           |

### Năm 2012
Danh sách năm 2012 được xây dựng dựa trên thông tin công bố của 704 doanh nghiệp niêm yết tại hai sàn Hà Nội và TP. Hồ Chí Minh. Thị trường trải qua 12 tháng thăng trầm, có những lúc chao đảo vì các sự cố liên quan tới cổ đông lớn. Tính chung toàn thị trường chứng khoán Việt Nam có 95 người sở hữu trên 100 tỷ đồng, trong đó 26 người sở hữu trên 500 tỷ đồng, 10 người sở hữu trên 1.000 tỷ đồng. Tổng tài sản của 100 người giàu nhất trên sàn đạt trên 63.600 tỷ đồng, tăng khoảng 8.400 tỷ đồng so với năm 2011. Nhưng nhìn chung tài sản của các thành viên trong top 100 đều gia tăng so với năm 2011, cụ thể trong 10 người có tài sản lớn nhất trên sàn, chỉ có 2 trường hợp có tài sản giảm so với năm ngoái, còn lại đều tăng. Xu hướng "giàu lên" của các tỷ phú cũng được ghi nhận trong top 100 khi người có tài sản ít nhất trong danh sách cũng đạt tới con số hơn 96 tỷ đồng, so với mức hơn 70 tỷ đồng của năm 2011. Tuy nhiên con số này vẫn thấp hơn khá nhiều so với mức 145 tỷ đồng của danh sách năm 2010.
| Thứ hạng | Họ và tên        | Năm sinh | Quốc tịch | Chức danh                                                      | Tài sản (tỷ đồng) | Doanh nghiệp                            |
| -------- | ---------------- | -------- | --------- | -------------------------------------------------------------- | ----------------- | --------------------------------------- |
| 1        | Phạm Nhật Vượng  | 1968     | Việt Nam  | Chủ tịch HĐQT Tập đoàn Vingroup                                | 17.184,760        | Tập đoàn Vingroup (VIC)                 |
| 2        | Đoàn Nguyên Đức  | 1962     | Việt Nam  | Chủ tịch HĐQT Công ty cổ phần Hoàng Anh Gia Lai                | 5.608,890         | Công ty cổ phần Hoàng Anh Gia Lai (HAG) |
| 3        | Phạm Thu Hương   | 1969     | Việt Nam  | Phó Chủ tịch HĐQT Tập đoàn Vingroup, vợ ông Phạm Nhật Vượng    | 2.963,312         | Tập đoàn Vingroup (VIC)                 |
| 4        | Nguyễn Hoàng Yến | 1963     | Việt Nam  | Ủy viên HĐQT Tập đoàn Masan, vợ ông Nguyễn Đăng Quang          | 2.221,504         | Tập đoàn Masan (MSN)                    |
| 5        | Trần Đình Long   | 1961     | Việt Nam  | Chủ tịch HĐQT Tập đoàn Hòa Phát                                | 2.122,243         | Tập đoàn Hòa Phát (HPG)                 |
| 6        | Phạm Thúy Hằng   | 1974     | Việt Nam  | Phó Chủ tịch HĐQT Tập đoàn Vingroup, em vợ ông Phạm Nhật Vượng | 1.979,013         | Tập đoàn Vingroup (VIC)                 |
| 7        | Hồ Hùng Anh      | 1970     | Việt Nam  | Phó Chủ tịch HĐQT Tập đoàn Masan                               | 1.608,363         | Tập đoàn Masan (MSN)                    |

### Năm 2011
Danh sách năm 2011 được xây dựng trên cơ sở tổng hợp số liệu, thông tin công bố của 723 doanh nghiệp niêm yết tại hai Sở Giao dịch Chứng khoán Hà Nội và Thành phố Hồ Chí Minh. Top 100 người giàu nhất trên thị trường chứng khoán Việt Nam ghi nhận sự góp mặt của gần 30 đại diện đến từ các doanh nghiệp bất động sản, chiếm ưu thế tuyệt đối so với các ngành nghề khác. Tổng tài sản của 30 cá nhân này đạt hơn 34.000 tỷ đồng, tương đương gần 63% tổng tài sản của top 100. Tính chung trong top 100, tổng tài sản chứng khoán năm 2011 đạt trên 55.200 tỷ đồng, giảm mạnh so với mức 86.000 tỷ đồng của năm 2010 và tương đương 12% vốn hóa của thị trường chứng khoán. Chỉ số Vn-Index chốt năm ở 351,55 điểm, giảm 27% so với đầu năm. Theo số liệu của Ủy ban Chứng khoán, giá trị giao dịch bình quân toàn thị trường cũng giảm 24% so với năm 2010. Nhiều cổ phiếu trên hai sàn bị chốt phiên cuối năm dưới mệnh giá.
| Thứ hạng | Họ và tên        | Năm sinh | Quốc tịch | Chức danh                                                | Tài sản (tỷ đồng) | Doanh nghiệp                                   |
| -------- | ---------------- | -------- | --------- | -------------------------------------------------------- | ----------------- | ---------------------------------------------- |
| 1        | Phạm Nhật Vượng  | 1968     | Việt Nam  | Chủ tịch HĐQT CTCP Vincom                                | 16.763,566        | CTCP Vincom (VIC)                              |
| 2        | Đoàn Nguyên Đức  | 1962     | Việt Nam  | Chủ tịch HĐQT CTCP Hoàng Anh Gia Lai                     | 4.348,251         | CTCP Hoàng Anh Gia Lai (HAG)                   |
| 3        | Phạm Thu Hương   | 1969     | Việt Nam  | Thành viên HĐQT CTCP Vincom, vợ ông Phạm Nhật Vượng      | 2.890,682         | CTCP Vincom (VIC)                              |
| 4        | Nguyễn Hoàng Yến | 1963     | Việt Nam  | Thành viên HĐQT Tập đoàn Masan, vợ ông Nguyễn Đăng Quang | 1.971,047         | Tập đoàn Masan (MSN)                           |
| 5        | Phạm Thúy Hằng   | 1974     | Việt Nam  | Thành viên HĐQT CTCP Vincom, em vợ ông Phạm Nhật Vượng   | 1.919,476         | CTCP Vincom (VIC)                              |
| 6        | Hồ Hùng Anh      | 1970     | Việt Nam  | Phó Chủ tịch HĐQT Tập đoàn Masan                         | 1.789,028         | Tập đoàn Masan (MSN)                           |
| 7        | Nguyễn Văn Đạt   | 1970     | Việt Nam  | Chủ tịch HĐQT PDR                                        | 1.443,840         | Công ty phát triển bất động sản Phát Đạt (PDR) |

### Năm 2010
Danh sách những người có tài sản bằng cổ phiếu lớn nhất trên sàn chứng khoán Việt Nam năm 2010 được dựa trên thông tin công bố, báo cáo tài chính và cáo bạch của hơn 650 công ty niêm yết tại hai sàn TP. Hồ Chí Minh và Hà Nội. Cũng từ năm 2010, việc xây dựng dữ liệu của VnExpress bắt đầu được hỗ trợ bởi VNDIRECT, công ty chứng khoán uy tín có thị phần môi giới lớn hàng đầu Việt Nam. Tổng tài sản bằng cổ phiếu của gần 11.000 cổ đông thuộc diện công bố thông tin tương đương với 114.000 tỷ đồng, trong đó 100 người giàu nhất sở hữu gần 86.000 tỷ đồng, tăng 30% so với năm 2009, chủ yếu nhờ sự xuất hiện của nhiều thành viên đến từ các công ty mới niêm yết trong năm thống kê. Riêng 10 người giàu nhất nắm giữ gần 48.500 tỷ đồng cổ phiếu ở 14 công ty khác nhau.
| Thứ hạng | Họ và tên          | Năm sinh | Quốc tịch | Chức danh                                                                              | Tài sản (tỷ đồng) | Doanh nghiệp |
| -------- | ------------------ | -------- | --------- | -------------------------------------------------------------------------------------- | ----------------- | --- |
| 1        | Phạm Nhật Vượng    | 1968     | Việt Nam  | - Thành viên HĐQT VIC - Thành viên HĐQT VPL                                            | 15.775,684        | - Công ty Vincom (VIC) - Công ty thương mại và du lịch Vinpearl (VPL)                                                                                              |
| 2        | Đoàn Nguyên Đức    | 1962     | Việt Nam  | Chủ tịch HĐQT Tập đoàn Hoàng Anh Gia Lai                                               | 11.879,310        | Tập đoàn Hoàng Anh Gia Lai (HAG) |
| 3        | Đặng Thành Tâm     | 1964     | Việt Nam  | - Chủ tịch HĐQT KBC, SGT - Thành viên HĐQT ITA, NVB                                    | 5.180,172         | - Tổng công ty Phát triển Đô thị Kinh Bắc (KBC) - Công ty Công nghệ Viễn thông Sài Gòn (SGT) - Công ty Đầu tư Công nghiệp Tân Tạo (ITA) - Ngân hàng Nam Việt (NVB) |
| 4        | Trần Đình Long     | 1961     | Việt Nam  | Chủ tịch HĐQT Tập đoàn Hòa Phát                                                        | 2.962,872         | Tập đoàn Hòa Phát (HPG) |
| 5        | Nguyễn Văn Đạt     | 1970     | Việt Nam  | Chủ tịch HĐQT kiêm TGĐ PDR                                                             | 2.611,200         | Công ty phát triển bất động sản Phát Đạt (PDR) |
| 6        | Phạm Thu Hương     | 1969     | Việt Nam  | Vợ ông Phạm Nhật Vượng, thành viên HĐQT VIC, VPL                                       | 2.341,304         | - Công ty Vincom (VIC) - Công ty Vinpearl (VPL) |
| 7        | Đặng Thị Hoàng Yến | 1959     | Việt Nam  | Chủ tịch HĐQT ITA                                                                      | 2.046,990         | Công ty Đầu tư Công nghiệp Tân Tạo (ITA) |
| 8        | Hà Văn Thắm        | 1972     | Việt Nam  | Chủ tịch HĐQT OGC, OCH                                                                 | 2.012,865         | - Tập đoàn Đại Dương (OGC) - Công ty Khách sạn và Dịch vụ Đại Dương (OCH)                                                                                          |
| 9        | Phạm Thuý Hằng     | 1974     | Việt Nam  | Thành viên HĐQT VIC                                                                    | 1.880,893         | Công ty Vincom (VIC) |
| 10       | Nguyễn Duy Hưng    | 1962     | Việt Nam  | - Chủ tịch HĐQT kiêm Tổng giám đốc SSI - Cổ đông lớn tại PAN và HAG - Ủy viên HĐQT VSH | 1.740,745         | - Công ty Chứng khoán Sài Gòn (SSI) - Công ty Xuyên Thái Bình Dương (PAN) - Tập đoàn Hoàng Anh Gia Lai (HAG) - Thủy điện Vĩnh Sơn Sông Hinh (VSH)                  |

### Năm 2009
Danh sách tỷ phú năm 2009 được xây dựng trên cơ sở khảo sát hơn 10.000 bản tin và cáo bạch của gần 420 mã trong tổng số 459 cổ phiếu đang niêm yết trên hai sàn Hà Nội và TP. Hồ Chí Minh. Tổng tài sản của 5.600 cá nhân là cổ đông nội bộ và người có liên quan thuộc diện khảo sát lên đến hơn 90.000 tỷ đồng.
| Thứ hạng | Họ và tên             | Năm sinh | Quốc tịch | Chức danh | Tài sản (tỷ đồng) | Doanh nghiệp |
| -------- | --------------------- | -------- | --------- | --- | ----------------- | --- |
| 1        | Đoàn Nguyên Đức       | 1962     | Việt Nam  | Chủ tịch HĐQT Tập đoàn Hoàng Anh Gia Lai                                                                           | 11.439,335        | Tập đoàn Hoàng Anh Gia Lai (HAG) |
| 2        | Phạm Nhật Vượng       | 1968     | Việt Nam  | - Thành viên HĐQT VIC - Thành viên HĐQT VPL                                                                        | 8.948,803         | - Công ty Vincom (VIC) - Công ty thương mại và du lịch Vinpearl (VPL)                                                                                     |
| 3        | Đặng Thành Tâm        | 1964     | Việt Nam  | - Chủ tịch HĐQT kiêm TGĐ KBC - Thành viên HĐQT ITA - Chủ tịch HĐQT SGT                                             | 4.727,295         | - Công ty Phát triển Đô thị Kinh Bắc (KBC) - Công ty Đầu tư và Công nghiệp Tân Tạo (ITA) - Công ty Công nghệ viễn thông Sài Gòn (SGT)                     |
| 4        | Trần Đình Long        | 1961     | Việt Nam  | Chủ tịch HĐQT Tập đoàn Hòa Phát                                                                                    | 2.981,160         | Tập đoàn Hòa Phát (HPG) |
| 5        | Đặng Thị Hoàng Yến    | 1959     | Việt Nam  | Chủ tịch HĐQT ITA                                                                                                  | 2.697,465         | Công ty Đầu tư và Công nghiệp Tân Tạo (ITA) |
| 6        | Nguyễn Chính Nghĩa    | 1957     | Đài Loan  | Chủ tịch HĐQT Công ty Quốc tế Hoàng Gia                                                                            | 2.229,048         | Công ty Quốc tế Hoàng Gia (RIC) |
| 7        | Nguyễn Duy Hưng       | 1962     | Việt Nam  | - Chủ tịch HĐQT kiêm Tổng giám đốc SSI - Cổ đông lớn tại PAN - Ủy viên Hội đồng quản trị VSH - Cổ đông lớn tại HAG | 2.045,369         | - Công ty Xuyên Thái Bình Dương (PAN) - Công ty Chứng khoán Sài Gòn (SSI) - Công ty Thủy điện Vĩnh Sơn Sông Hinh (VSH) - Tập đoàn Hoàng Anh Gia Lai (HAG) |
| 8        | Nguyễn Thị Kim Xuân   | 196x     | Việt Nam  | Cổ đông lớn, chị vợ ông Đặng Thành Tâm                                                                             | 1.608,961         | - Công ty Phát triển Đô thị Kinh Bắc (KBC) - Công ty Công nghệ Viễn thông Sài Gòn (SGT)                                                                   |
| 9        | Lê Phước Vũ           | 1963     | Việt Nam  | Chủ tịch HĐQT kiêm TGĐ Tập đoàn Hoa Sen                                                                            | 1.337,982         | Tập đoàn Hoa Sen (HSG) |
| 10       | Phạm Thu Hương        | 1969     | Việt Nam  | Vợ ông Phạm Nhật Vượng, thành viên HĐQT VIC và VPL                                                                 | 1.313,235         | - Công ty Vincom (VIC) - Công ty thương mại và du lịch Vinpearl (VPL)                                                                                     |
| 11       | Phạm Thuý Hằng        | 1974     | Việt Nam  | Thành viên HĐQT VIC, vợ ông Nguyễn Quốc Thành (thành viên HĐQT VPL)                                                | 1.063,353         | - Công ty Vincom (VIC) - Công ty thương mại và du lịch Vinpearl (VPL)                                                                                     |
| 12       | Đặng Ngọc Lan         | 1972     | Việt Nam  | Vợ ông Nguyễn Đức Kiên, Phó Chủ tịch Hội đồng sáng lập Ngân hàng ACB                                               | 1.045,433         | Ngân hàng ACB |
| 13       | Dương Ngọc Minh       | 1956     | Việt Nam  | Chủ tịch HĐQT kiêm Tổng giám đốc Công ty Hùng Vương                                                                | 1.007,424         | Công ty Hùng Vương (HVG) |
| 14       | Đặng Thị Hoàng Phượng | 1969     | Việt Nam  | Thành viên HĐQT, em gái ông Đặng Thành Tâm                                                                         | 986,853           | - Công ty Phát triển Đô thị Kinh Bắc (KBC) - Công ty Đầu tư và Công nghiệp Tân Tạo (ITA) - Công ty công nghệ viễn thông Sài Gòn (SGT)                     |
| 15       | Trương Thị Lệ Khanh   | 1961     | Việt Nam  | Chủ tịch HĐQT kiêm TGĐ Công ty Vĩnh Hoàn                                                                           | 970,110           | Công ty Vĩnh Hoàn (VHC) |
| 16       | Nguyễn Đức Kiên       | 1964     | Việt Nam  | Phó chủ tịch Hội đồng sáng lập Ngân hàng ACB                                                                       | 954,613           | Ngân hàng ACB |
| 17       | Nguyễn Thủy Hà        |          | Việt Nam  | Cổ đông lớn Vincom                                                                                                 | 954,235           | Công ty Vincom (VIC) |
| 18       | Trương Gia Bình       | 1956     | Việt Nam  | Chủ tịch Hội đồng quản trị Công ty FPT                                                                             | 920,936           | Công ty FPT |
| 19       | Vũ Thị Hiền           | 196x     | Việt Nam  | Vợ ông Trần Đình Long, Chủ tịch HĐQT Tập đoàn Hòa Phát                                                             | 900,981           | Tập đoàn Hòa Phát (HPG) |
| 20       | Trần Hùng Huy         | 1978     | Việt Nam  | Phó tổng giám đốc kiêm Thành viên HĐQT Ngân hàng ACB, con trai ông Trần Mộng Hùng                                  | 838,956           | Ngân hàng ACB |

### Năm 2008
Danh sách năm 2008 được xây dựng trên cơ sở thông tin công khai của 310 công ty (trong tổng số 345 đơn vị đang niêm yết cổ phiếu ở Sở giao dịch chứng khoán TP. Hồ Chí Minh và Hà Nội, tính đến ngày 31 tháng 12 năm 2008). Gần 4.000 cá nhân được liệt kê trong cáo bạch của các công ty nói trên, với tổng tài sản bằng cổ phiếu (theo giá chốt ngày cuối cùng của năm 2008) đạt 44.359 tỷ đồng, tương đương 3% GDP Việt Nam. 85% số tài sản này thuộc sở hữu của 100 người giàu nhất sàn chứng khoán năm 2008.
| Thứ hạng | Họ và tên             | Năm sinh | Quốc tịch | Chức danh                                                                    | Tài sản (tỷ đồng) | Doanh nghiệp |
| -------- | --------------------- | -------- | --------- | ---------------------------------------------------------------------------- | ----------------- | --- |
| 1        | Đoàn Nguyên Đức       | 1962     | Việt Nam  | Chủ tịch HĐQT Tập đoàn Hoàng Anh Gia Lai                                     | 6.159,642         | Tập đoàn Hoàng Anh Gia Lai |
| 2        | Phạm Nhật Vượng       | 1968     | Việt Nam  | Thành viên HĐQT                                                              | 5.225,484         | - Công ty Vincom - Công ty Du lịch và Thương mại Vinpearl                                                                        |
| 3        | Đặng Thành Tâm        | 1964     | Việt Nam  | Chủ tịch HĐQT kiêm Tổng giám đốc                                             | 3.279,965         | - Công ty Phát triển Đô thị Kinh Bắc - Công ty Đầu tư và Công nghiệp Tân Tạo - Công ty Công nghệ Viễn thông Sài Gòn              |
| 4        | Trần Đình Long        | 1961     | Việt Nam  | Chủ tịch HĐQT Tập đoàn Hòa Phát                                              | 1.578,150         | Tập đoàn Hòa Phát |
| 5        | Đặng Thị Hoàng Yến    | 1959     | Việt Nam  | Chủ tịch HĐQT Công ty Đầu tư và Công nghiệp Tân Tạo                          | 1.345,000         | Công ty Đầu tư và Công nghiệp Tân Tạo                                                                                            |
| 6        | Phạm Thu Hương        | 1969     | Việt Nam  | - Vợ ông Phạm Nhật Vượng - Thành viên HĐQT                                   | 995,122           | - Công ty Vincom - Công ty Thương mại và Du lịch Vinpearl                                                                        |
| 7        | Nguyễn Duy Hưng       | 1962     | Việt Nam  | Chủ tịch HĐQT SSI                                                            | 971,061           | - Công ty Xuyên Thái Bình Dương - Công ty Chứng khoán Sài Gòn - Công ty Thủy điện Vĩnh Sơn Sông Hinh - Công ty Hoàng Anh Gia Lai |
| 8        | Đặng Thị Hoàng Phượng | 1969     | Việt Nam  | Thành viên HĐQT, em gái ông Đặng Thành Tâm                                   | 669,968           | - Công ty Phát triển Đô thị Kinh Bắc - Công ty Đầu tư và Công nghiệp Tân Tạo - Công ty Công nghệ Viễn thông Sài Gòn              |
| 9        | Đặng Ngọc Lan         | 1972     | Việt Nam  | Vợ ông Nguyễn Đức Kiên, Phó Chủ tịch HĐQT Ngân hàng ACB                      | 615,658           | Ngân hàng ACB |
| 10       | Trương Gia Bình       | 1956     | Việt Nam  | Chủ tịch HĐQT FPT                                                            | 582,871           | Công ty Công nghệ FPT |
| 11       | Phạm Thuý Hằng        | 1974     | Việt Nam  | Vợ ông Nguyễn Quốc Thành, Thành viên HĐQT                                    | 570,882           | - Công ty Vincom - Công ty Thương mại và Du lịch Vinpearl                                                                        |
| 12       | Doãn Tới              | 1954     | Việt Nam  | Chủ tịch HĐQT, kiêm Tổng giám đốc Công ty Nam Việt                           | 563,060           | Công ty Nam Việt |
| 13       | Nguyễn Đức Kiên       | 1964     | Việt Nam  | Phó Chủ tịch HĐQT Ngân hàng ACB                                              | 562,174           | Ngân hàng ACB |
| 14       | Vũ Thị Hiền           | 196x     | Việt Nam  | Vợ ông Trần Đình Long                                                        | 519,797           | Tập đoàn Hòa Phát |
| 15       | Lê Phước Vũ           | 1963     | Việt Nam  | Chủ tịch HĐQT kiêm Tổng giám đốc Tập đoàn Hoa Sen                            | 507,788           | Tập đoàn Hoa Sen |
| 16       | Trần Hùng Huy         | 1978     | Việt Nam  | Phó Tổng giám đốc-Thành viên HĐQT Ngân hàng ACB, con trai ông Trần Mộng Hùng | 494,069           | Ngân hàng ACB |

### Năm 2007
Danh sách năm 2007 được xây dựng trên cơ sở thông tin công khai của 237 công ty (trong tổng số 253 công ty đang niêm yết cổ phiếu ở Sở giao dịch chứng khoán TP. Hồ Chí Minh và Hà Nội, tính đến ngày 31 tháng 12 năm 2007). Hơn 2.900 cá nhân được liệt kê trong cáo bạch của các công ty nói trên, với tổng tài sản bằng cổ phiếu (theo giá chốt ngày 28 tháng 12 năm 2007) đạt gần 85 nghìn tỷ đồng, tương đương 5,4 tỷ đô la Mỹ, chiếm 7,6% GDP của Việt Nam. Theo thống kê, tài sản của 100 người giàu nhất trên sàn chứng khoán Việt Nam năm 2007 gia tăng đáng kể so với năm 2006, đạt 70 nghìn tỷ đồng.
Chú thích:

     Người Việt gốc Hoa

     Người Kinh
| Thứ hạng | Họ và tên             | Năm sinh | Quốc tịch | Chức danh                                                                           | Tài sản (tỷ đồng) | Doanh nghiệp                                                                                         |
| -------- | --------------------- | -------- | --------- | ----------------------------------------------------------------------------------- | ----------------- | --- |
| 1        | Đặng Thành Tâm        | 1964     | Việt Nam  | - Chủ tịch HĐQT kiêm Tổng giám đốc KBC - Thành viên HĐQT ITA                        | 6.293,400         | - Công ty Phát triển Đô thị Kinh Bắc - Công ty Đầu tư và Công nghiệp Tân Tạo                         |
| 2        | Phạm Nhật Vượng       | 1968     | Việt Nam  | Thành viên HĐQT Công ty Vincom                                                      | 3.750,926         | Công ty Vincom                                                                                       |
| 3        | Trần Đình Long        | 1961     | Việt Nam  | Chủ tịch HĐQT Tập đoàn Hòa Phát                                                     | 3.476,200         | Tập đoàn Hòa Phát                                                                                    |
| 4        | Nguyễn Duy Hưng       | 1962     | Việt Nam  | - Chủ tịch HĐQT kiêm Tổng giám đốc SSI - Cổ đông sáng lập PAN - Thành viên HĐQT VSH | 2.801,181         | - Công ty Chứng khoán Sài Gòn - Công ty Thủy điện Vĩnh Sơn Sông Hinh - Công ty Xuyên Thái Bình Dương |
| 5        | Doãn Tới              | 1954     | Việt Nam  | Chủ tịch HĐQT kiêm Tổng giám đốc Công ty Nam Việt                                   | 2.635,600         | Công ty Nam Việt                                                                                     |
| 6        | Trần Kim Thành        | 1960     | Việt Nam  | Chủ tịch HĐQT NKD, KDC                                                              | 2.153,740         | - Công ty Chế biến Thực phẩm Kinh Đô - Công ty Chế biến Thực phẩm Kinh Đô Miền Bắc                   |
| 7        | Trương Gia Bình       | 1956     | Việt Nam  | Chủ tịch HĐQT kiêm Tổng giám đốc FPT                                                | 1.701,985         | Công ty phát triển đầu tư công nghệ FPT                                                              |
| 8        | Đặng Ngọc Lan         | 1972     | Việt Nam  | Vợ ông Nguyễn Đức Kiên Phó chủ tịch HĐQT ACB                                        | 1.701,109         | Ngân hàng cổ phần Á Châu                                                                             |
| 9        | Nguyễn Đức Kiên       | 1964     | Việt Nam  | Phó Chủ tịch HĐQT ACB                                                               | 1.553,329         | Ngân hàng cổ phần Á Châu                                                                             |
| 10       | Đặng Thị Hoàng Phượng | 1969     | Việt Nam  | Thành viên HĐQT KBC, ITA, em gái ông Đặng Thành Tâm                                 | 1.423,350         | - Công ty Phát triển Đô thị Kinh Bắc - Công ty Đầu tư và Công nghiệp Tân Tạo                         |
| 11       | Nguyễn Phương Anh     | 1985     | Việt Nam  | Con gái Chủ tịch HĐQT Đặng Thị Hoàng Yến                                            | 1.366,400         | Công ty Đầu tư và Công nghiệp Tân Tạo                                                                |
| 12       | Trần Hùng Huy         | 1978     | Việt Nam  | Thành viên HĐQT ACB, con trai ông Trần Mộng Hùng                                    | 1.365,150         | Ngân hàng cổ phần Á Châu                                                                             |

### Năm 2006
Tính đến ngày 29 tháng 12 năm 2006, toàn thị trường chứng khoán Việt Nam có 193 cổ phiếu niêm yết, với quy mô vốn hoá lên tới 220 nghìn tỷ đồng, tương đương 13,8 tỷ đô la Mỹ. Trong cáo bạch của gần 150 công ty, có tên khoảng 650 cá nhân sở hữu cổ phiếu, bao gồm các cổ đông sáng lập, những người nằm trong hội đồng quản trị, ban kiểm soát, ban tổng giám đốc, và bà con ruột thịt. Tổng giá trị tài sản của họ, tính theo giá cổ phiếu cuối ngày 29 tháng 12 năm 2006, đạt trên 37,2 nghìn tỷ đồng, tương đương hơn 4% GDP của Việt Nam. Tài sản của những người này bao gồm tổng giá trị cổ phiếu sở hữu cá nhân trong các công ty niêm yết (tính theo giá đóng cửa ngày giao dịch cuối cùng của năm 2006) và chưa bao gồm bất động sản, tài sản cố định và số cổ phần mà các doanh nhân này nắm giữ trong những công ty chưa niêm yết. Họ sở hữu gần 34 nghìn tỷ đồng cổ phiếu đang niêm yết, chủ yếu thuộc các lĩnh vực bất động sản, tài chính ngân hàng, năng lượng, kho vận, công nghệ, viễn thông...
Chú thích:

     Người Việt gốc Hoa

     Người Kinh

     Tỷ phú lĩnh vực bất động sản
| Thứ hạng | Họ và tên              | Năm sinh | Quốc tịch | Chức danh | Tài sản (tỷ đồng) | Doanh nghiệp |
| -------- | ---------------------- | -------- | --------- | --- | ----------------- | --- |
| 1        | Trương Gia Bình        | 1956     | Việt Nam  | Chủ tịch HĐQT kiêm Tổng giám đốc FPT | 2.354             | Công ty cổ phần Phát triển Đầu tư Công nghệ FPT                                                                              |
| 2        | Lê Quang Tiến          | 1958     | Việt Nam  | Phó chủ tịch HĐQT kiêm Phó tổng giám đốc FPT | 1.706             | Công ty cổ phần Phát triển Đầu tư Công nghệ FPT                                                                              |
| 3        | Bùi Quang Ngọc         | 1956     | Việt Nam  | Phó chủ tịch HĐQT kiêm Phó tổng giám đốc FPT | 1.193             | Công ty cổ phần Phát triển Đầu tư Công nghệ FPT                                                                              |
| 4        | Lê Văn Quang           | 1958     | Việt Nam  | Chủ tịch kiêm Tổng giám đốc MPC | 1.146             | Công ty cổ phần Thủy sản Minh Phú                                                                                            |
| 5        | Chu Thị Bình           | 1964     | Việt Nam  | Phó tổng giám đốc MPC, vợ ông Lê Văn Quang | 1.146             | Công ty cổ phần Thủy sản Minh Phú                                                                                            |
| 6        | Hoàng Minh Châu        | 1958     | Việt Nam  | Phó chủ tịch HĐQT kiêm Phó tổng giám đốc FPT | 937,2             | Công ty cổ phần Phát triển Đầu tư Công nghệ FPT                                                                              |
| 7        | Nguyễn Duy Hưng        | 1962     | Việt Nam  | - Chủ tịch HĐQT kiêm Tổng giám đốc Công ty Chứng khoán Sài Gòn SSI - Uỷ viên HĐQT Công ty Vĩnh Sơn Sông Hinh - Uỷ viên HĐQT Công ty cổ phần xuyên Thái Bình Dương | 909,6             | - Công ty cổ phần Chứng khoán Sài Gòn - Công ty cổ phần thủy điện Vĩnh Sơn Sông Hinh - Công ty cổ phần xuyên Thái Bình Dương |
| 8        | Đỗ Cao Bảo             | 1957     | Việt Nam  | Thành viên HĐQT FPT | 891,6             | Công ty cổ phần Phát triển Đầu tư Công nghệ FPT                                                                              |
| 9        | Nguyễn Thị Mai Thanh   | 1952     | Việt Nam  | - Chủ tịch HĐQT kiêm Tổng giám đốc REE - Thành viên HĐQT STB | 887,4             | - Công ty cổ phần Cơ điện lạnh - Ngân hàng cổ phần Sài Gòn Thương Tín                                                        |
| 10       | Trần Kim Thành         | 1960     | Việt Nam  | - Chủ tịch HĐQT kiêm Tổng giám đốc điều hành KDC - Chủ tịch HĐQT kiêm Tổng giám đốc điều hành NKD                                                                 | 836,2             | - Công ty cổ phần Kinh Đô - Công ty cổ phần Kinh Đô miền Bắc                                                                 |
| 11       | Nguyễn Xuân Sơn        | 1962     | Việt Nam  | Thành viên HĐQT PVD | 798,5             | Công ty cổ phần Khoan và Dịch vụ dầu khí                                                                                     |
| 12       | Nguyễn Phương Anh      | 1985     | Việt Nam  | Con gái Chủ tịch HĐQT Đặng Thị Hoàng Yến | 743,4             | Công ty Cổ phần Khu Công nghiệp Tân Tạo                                                                                      |
| 13       | Đàm Hải Giang          | 1972     | Việt Nam  | Thành viên HĐQT PVD | 734,8             | Công ty cổ phần Khoan và Dịch vụ dầu khí                                                                                     |
| 14       | Nguyễn Hồng Nam        | 1967     | Việt Nam  | - Ủy viên HĐQT kiêm Phó Giám đốc SSI - Em trai Nguyễn Duy Hưng - Thành viên HĐQT PVD                                                                              | 703,6             | - Công ty cổ phần Chứng khoán Sài Gòn (SSI) - Công ty cổ phần Khoan và Dịch vụ dầu khí (PVD)                                 |
| 15       | Đặng Ngọc Lan          | 1972     | Việt Nam  | - Vợ ông Nguyễn Đức Kiên - Phó Chủ tịch HĐQT ACB | 677,7             | Ngân hàng cổ phần Á Châu (ACB)                                                                                               |
| 16       | Nguyễn Đức Kiên        | 1964     | Việt Nam  | Phó Chủ tịch HĐQT ACB | 619               | Ngân hàng cổ phần Á Châu (ACB)                                                                                               |
| 17       | Phan Ngô Tống Hưng     | 1961     | Việt Nam  | Phó chủ tịch HĐQT FPT | 589,1             | Công ty cổ phần Phát triển Đầu tư Công nghệ FPT                                                                              |
| 18       | Nguyễn Thành Nam       | 1961     | Việt Nam  | Thành viên HĐQT FPT | 588,8             | Công ty cổ phần Phát triển Đầu tư Công nghệ FPT                                                                              |
| 19       | Trương Thị Thanh Thanh | 1951     | Việt Nam  | Phó chủ tịch HĐQT FPT, chị gái ông Trương Gia Bình | 576,8             | Công ty cổ phần Phát triển Đầu tư Công nghệ FPT                                                                              |
| 20       | Trương Đình Anh        | 1970     | Việt Nam  | Thành viên HĐQT FPT, cháu trai của ông Trương Gia Bình | 568,4             | Công ty cổ phần Phát triển Đầu tư Công nghệ FPT                                                                              |

## Danh sách người giàu người dân tộc thiểu số ở Việt Nam
| Họ và tên          | Năm sinh | Dân tộc | Quốc tịch | Nguồn gốc tài sản                  | Ghi chú |
| ------------------ | -------- | ------- | --------- | ---------------------------------- | --- |
| Vàng Thị Mai       | 1962     | Hmông   | Việt Nam  | Hợp tác xã (HTX) vải lanh Lùng Tám | Được tôn vinh là "quý bà vải lanh" hay "nữ hoàng thổ cẩm", là người đầu tiên đưa sản phẩm từ vải lanh vươn ra thị trường thế giới, hiện doanh thu bình quân của HTX Lùng Tám hàng năm khoảng 1,5 tỉ đồng với 140 xã viên và 9 tổ sản xuất |
| Nguyễn Thị Thu Hoa | 1992     | Mường   | Việt Nam  | Thịt chua Nghị Thịnh, Trường Foods | Thu nhập 52 tỷ đồng/năm, từng xuất hiện trên sóng truyền hình |

## Danh sách người giàu/doanh nhân nổi bật khác tại Việt Nam
Đây là một danh sách chưa hoàn tất, và có thể sẽ không bao giờ thỏa mãn yêu cầu hoàn tất. Bạn có thể đóng góp bằng cách mở rộng nó bằng các thông tin đáng tin cậy.
| Họ và tên                  | Năm sinh | Quê quán        | Quốc tịch | Nguồn gốc tài sản | Ghi chú |
| -------------------------- | -------- | --------------- | --------- | --- | --- |
| Đỗ Thị Kim Liên            | 1968     | Vĩnh Phúc       | Việt Nam  | Chủ tịch Hội đồng Quản trị Tập đoàn AquaOne, Công ty Cổ phần nước mặt Sông Đuống, Công ty Cổ phần Nước Xuân Mai - Hoà Bình, Hiệu trưởng trường Đào tạo Quản lý Doanh nghiệp (CBAM), Chủ tịch Hội đồng Quản trị kiêm Tổng giám đốc Công ty Cổ phần Bảo hiểm AAA | Lãnh sự Danh dự nước Cộng hoà Nam Phi tại Việt Nam. |
| Nguyễn Xuân Phú            | 1971     | Nghệ An         | Việt Nam  | Chủ tịch HĐQT Tập đoàn Sunhouse và Công ty Cổ phần Hàng Hải Sài Gòn | Giám khảo đầu tư của chương trình "Shark Tank Việt Nam" |
| Nguyễn Thế Tân             | 1971     | Hưng Yên        | Việt Nam  | Tổng giám đốc Công ty Cổ phần VCCorp | Nổi tiếng với việc cho ra mắt Lotus Chat, ứng dụng nhắn tin do 100% người Việt nghiên cứu và sản xuất |
| Phạm Thanh Hưng            | 1972     | Hải Dương       | Việt Nam  | Chủ tịch Công ty cổ phần đầu tư và phát triển bất động sản Thế Kỷ CENINVEST, Phó Chủ tịch Hội đồng quản trị Cen Group, Chủ tịch hội đồng đầu tư Colombus Startup Venture Capital Partners                                                                      | Là giám khảo duy nhất tham gia tất cả các mùa của chương trình "Shark Tank Việt Nam" |
| Nguyễn Khải Hoàn           | 1975     | TP. Hồ Chí Minh | Việt Nam  | Chủ tịch HĐQT Tập đoàn Khải Hoàn Land và Khải Hoàn Group | Là nhà kinh doanh bất động sản Việt Nam mở đầu cho việc đưa "văn hóa đọc" làm nền tảng phát triển doanh nghiệp. |
| Thái Vân Linh              | 1977     | TP. Hồ Chí Minh | Việt Nam  | Rita Phil, Skills Bridge | Giám khảo đầu tư của chương trình "Shark Tank Việt Nam" |
| Nguyễn Thị Vân Anh         | 1979     | Kon Tum         | Việt Nam  | Trí Việt Phát Foods | [ 59 ] |
| Nguyễn Hòa Bình            | 1981     | Hà Nội          | Việt Nam  | Chủ tịch Tập đoàn NextTech | Giám khảo đầu tư của chương trình "Shark Tank Việt Nam" |
| Lê Hàn Tuệ Lâm (Hồng Tươi) | 1994     | Hải Dương       | Việt Nam  | Giám đốc quỹ đầu tư Nextrans Việt Nam | Là "cá mập" (Shark) nữ duy nhất trong mùa "Shark Tank 2023" và là vợ ông Loic Faussier (cựu CEO ngân hàng SeABank). Cô là một trong những nhà quản lý quỹ đầu tư hiếm hoi là nữ giới và trẻ tuổi tại Việt Nam, từng xuất hiện trong danh sách Forbes 30 Under 30 châu Á, và là một trong ba người Việt góp mặt trong danh sách 300 tài năng dưới 30 tuổi trong nhiều lĩnh vực ở châu Á do Forbes lựa chọn. |

## Danh sách tỷ phú và người giàu gốc Việt tại hải ngoại
Danh sách này không đầy đủ, bạn cũng có thể giúp mở rộng danh sách.
Bên cạnh đó cũng xuất hiện nhiều gương mặt tỷ phú người Việt mang quốc tịch nước ngoài hoặc thành công tại thị trường hải ngoại, bao gồm:
| STT | Họ và tên                                 | Năm sinh     | Quốc tịch | Nguồn gốc tài sản | Ghi chú |
| --- | ----------------------------------------- | ------------ | --------- | --- | --- |
| 1   | Trần Đình Trường                          | 1932         | Hoa Kỳ    | Hãng vận tải đường biển Vishipco Line tại Việt Nam với đoàn tàu Trường Xuân, Trường Thanh, Bông Hồng 9, Sao Mai, Patrick, Trường Vinh, Trường Hải và tàu Trường Sinh; Khách sạn Carter, nằm ngay tại Quảng trường thời Đại (Times Square) nổi tiếng của nước Mỹ | Được xem là một trong những người Việt giàu nhất thế giới với khối tài sản lên tới 1 tỷ USD                                                                           |
| 2   | Hoàng Chúc (Nicholas Hoàng)               | 1944         | Pháp      | | Là một tỷ phú gốc Việt kín tiếng tại Pháp, được báo chí quan tâm bởi các thương vụ mua-bán "nổi đình nổi đám" ở Paris                                                 |
| 3   | Hoàng Kiều                                | 1944         | Hoa Kỳ    | RAAS | Tính đến tháng 12 năm 2016, ông nằm trong top 400 tỷ phú giàu nhất thế giới theo công bố của tạp chí Forbes và là người Việt giàu nhất trên thế giới                  |
| 4   | Đinh Văn Thân (Gilbert Đinh)              | 1944         | Vanuatu   | Sở hữu hơn 10 doanh nghiệp | Là một trong những doanh nhân giàu có nhất Vanuatu và là nhà tuyển dụng tư nhân lớn nhất ở quốc gia này, chủ yếu hoạt động trong ngành vận tải đường thủy và du lịch. |
| 5   | David Trần                                | 1945         | Hoa Kỳ    | Công ty Huy Fong | Là tỷ phú tương ớt duy nhất ở Hoa Kỳ, lọt top 2.500 người giàu nhất nước Mỹ                                                                                           |
| 6   | Lê Thị Lượng (Đào Hương) Leuang Litdang   | 194x/195x    | Lào       | Tập đoàn Dao Heuang | Nữ tỷ phú gốc Việt tại Lào |
| 7   | Johnathan Hạnh Nguyễn                     | 1951         | Hoa Kỳ    | Tập đoàn Liên Thái Bình Dương (IPP) | [ 75 ] |
| 8   | Nguyễn Văn Hiền                           | 1957         | Đức       | Trung tâm Thương mại Đồng Xuân (Dong Xuan Center) | Là tỷ phú người Việt giàu nhất tại Đức |
| 9   | Chính Chu                                 | 1966         | Hoa Kỳ    | Tập đoàn tài chính Blackstone | Được mệnh danh là "người đàn ông đáng gờm" của phố Wall (Mỹ) |
| 10  | Phạm Nhật Vượng                           | 1968         | Việt Nam  | Nhà hàng Thăng Long, Công ty Trách nhiệm hữu hạn Technocom | Tại Ukraina |
| 11  | Lê Viết Lam                               | 1969         | Việt Nam  | Chợ Barabarosha, Công ty Trách nhiệm hữu hạn Technocom | Tại Ukraina |
| 12  | Hai anh em Bùi Thanh Duy và Bùi Thanh Tâm | 1986 và 1991 | Việt Nam  | Bánh Mì Xin Chào (BMXC) | Từng là du học sinh tại Nhật Bản |